# 针胞藻纲
针胞藻纲（学名：Raphidophyceae）为淡色藻门的一个纲。

## 下级分类
本纲包括以下目：
- Actinophryida
- 卡盾藻科 Chattonellales
- Raphidomonadales

目地位未定的科
- Commatiidae
- Thaumatomastigaceae

目和科地位未定的属：
- Thaumatomonas De Saedeleer, 1931